# Pounding Mill
Pounding Mill es un lugar designado por el censo ubicado en el condado de Tazewell en el estado estadounidense de Virginia. En el Censo de 2020 tenía una población de 367 habitantes y una densidad poblacional de 57,43 habitantes por km². Fue incluido como CDP en el censo de 2020.

## Geografía
Pounding Mill se encuentra ubicado en las coordenadas 37°04′31″N 81°42′31″O / 37.07528, -81.70861. Según la Oficina del Censo de los Estados Unidos,  tiene una superficie total de 6,39 km², de la cual 6,30 km² corresponden a tierra firme y 0,09 km² a agua.